# پیروت
پیروت (به صربی: Пирот) شهری در استان زنتراصربین کشور صربستان است که جمعیت آن در سال ۲۰۰۶ میلادی ۳۹٫۸۹۴ نفر بوده‌است.

## نگارخانه

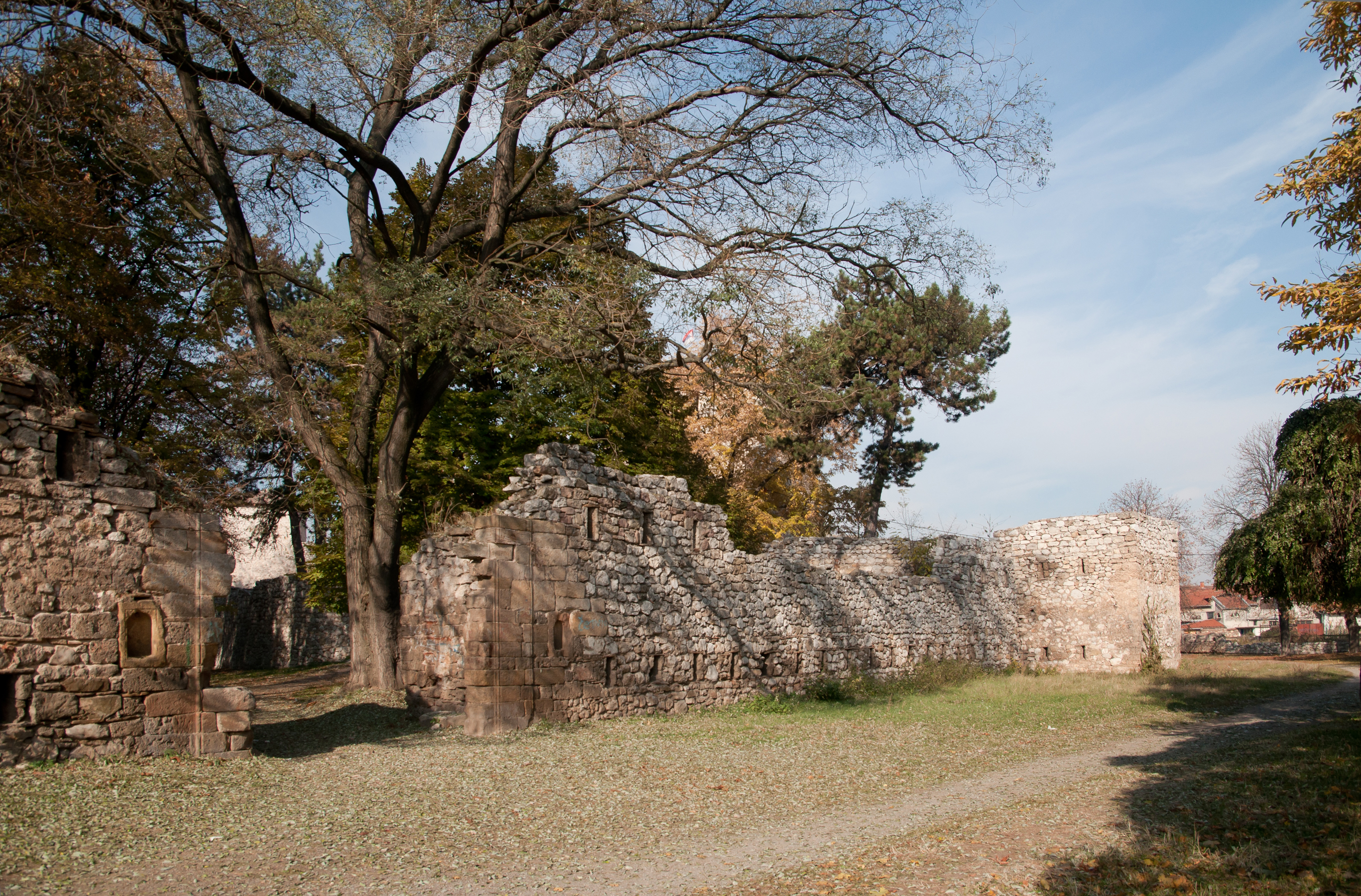
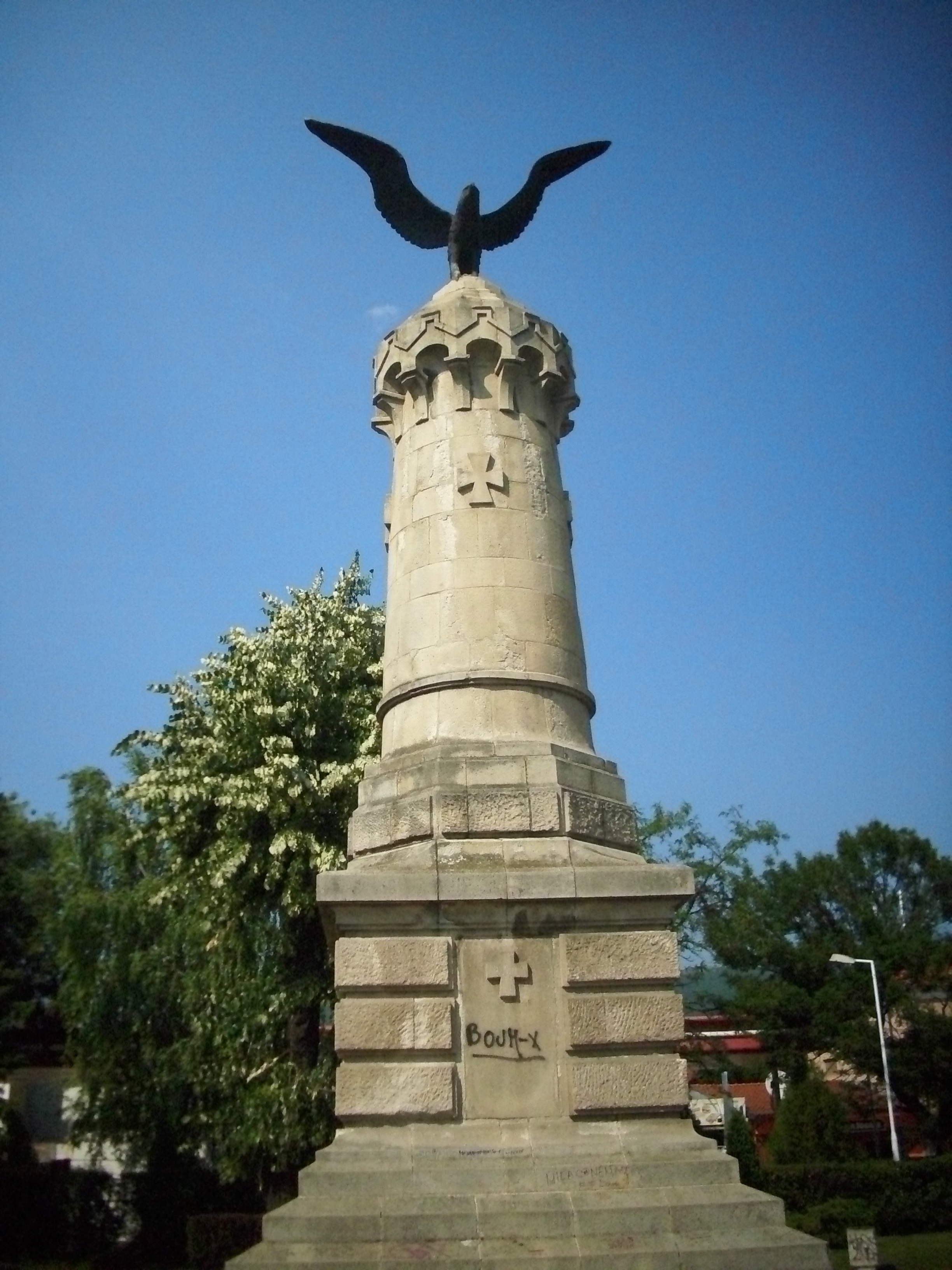
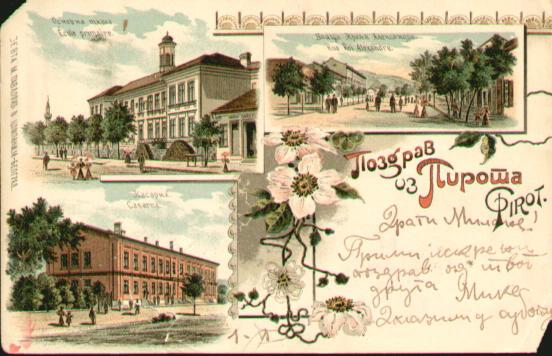
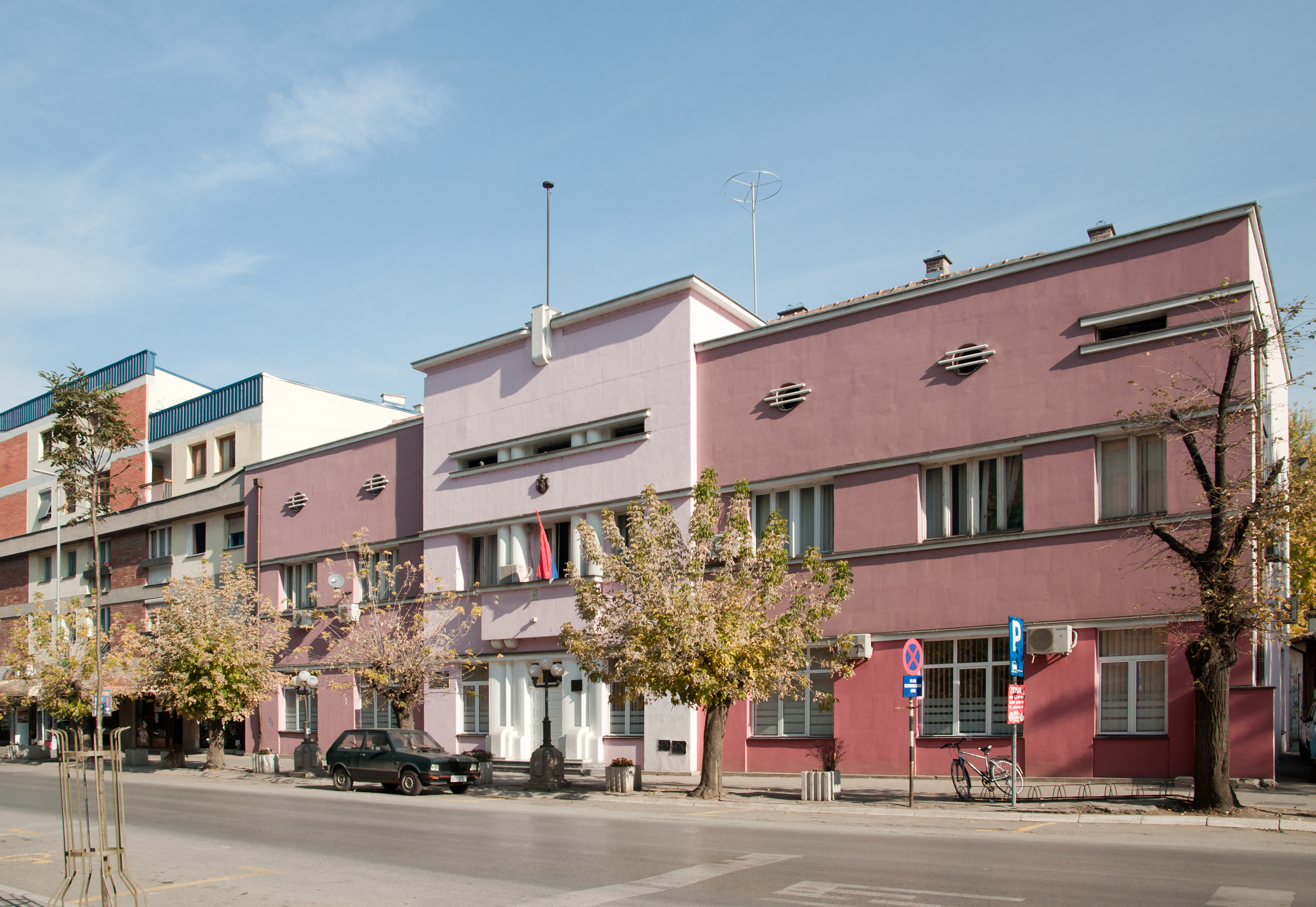
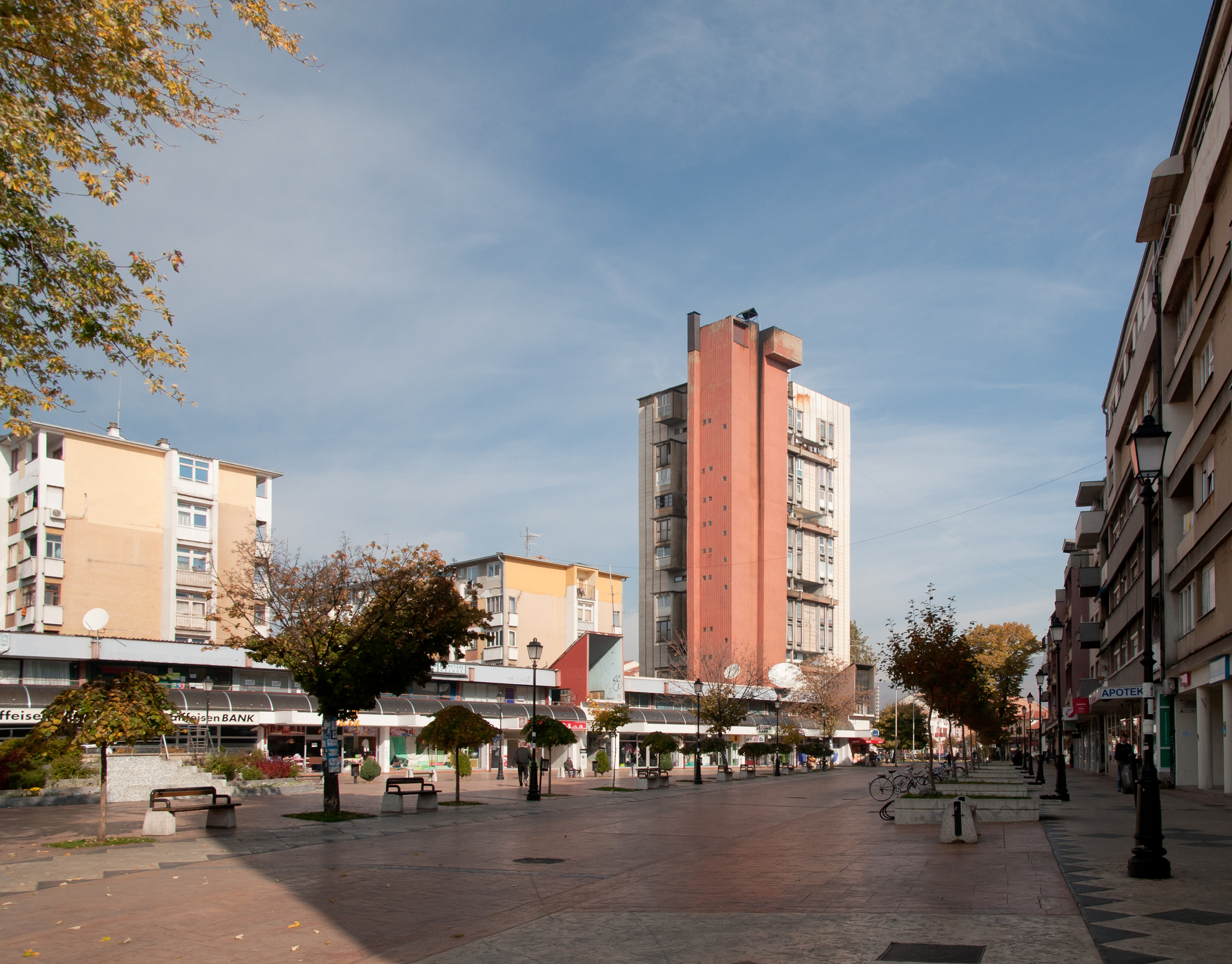
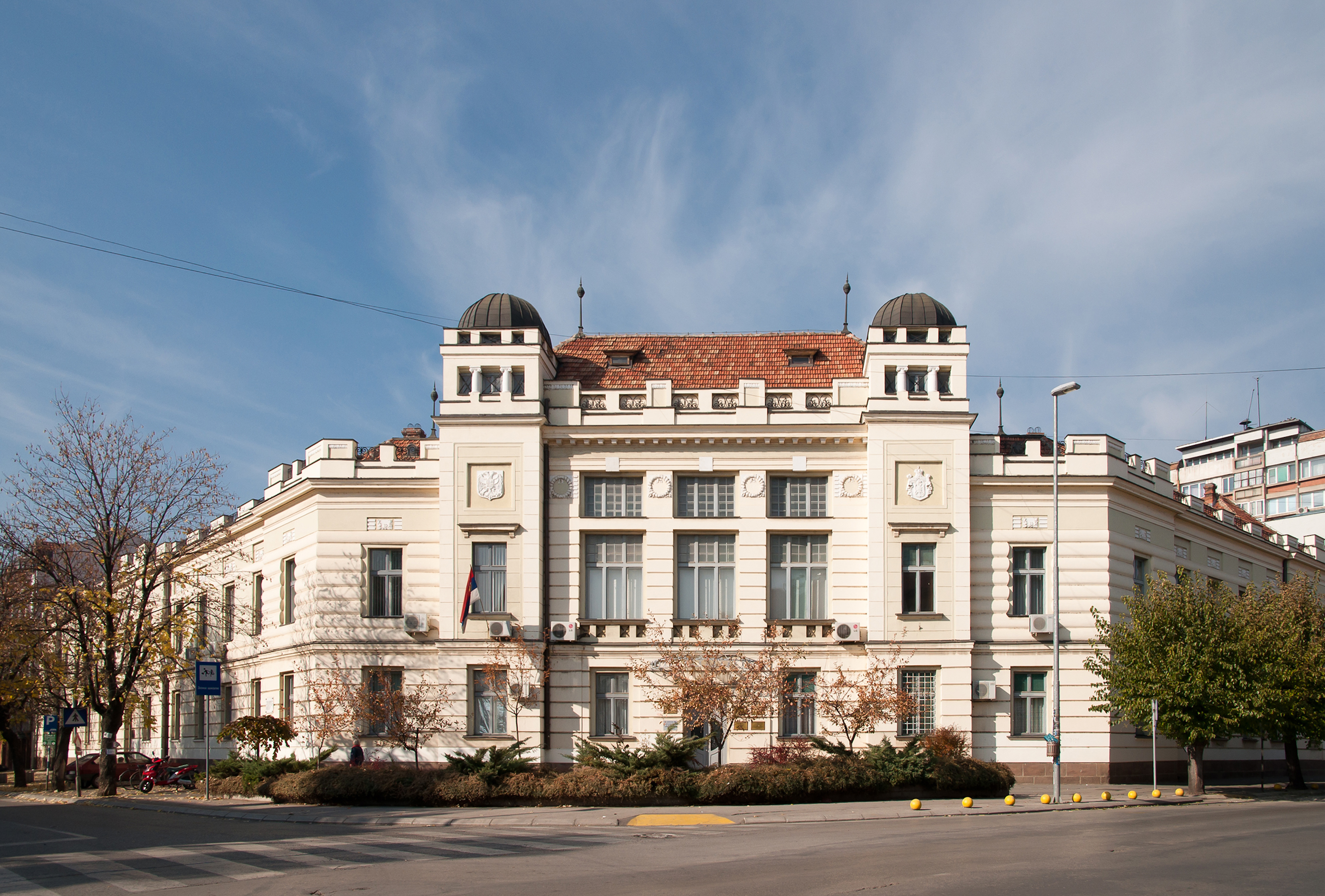
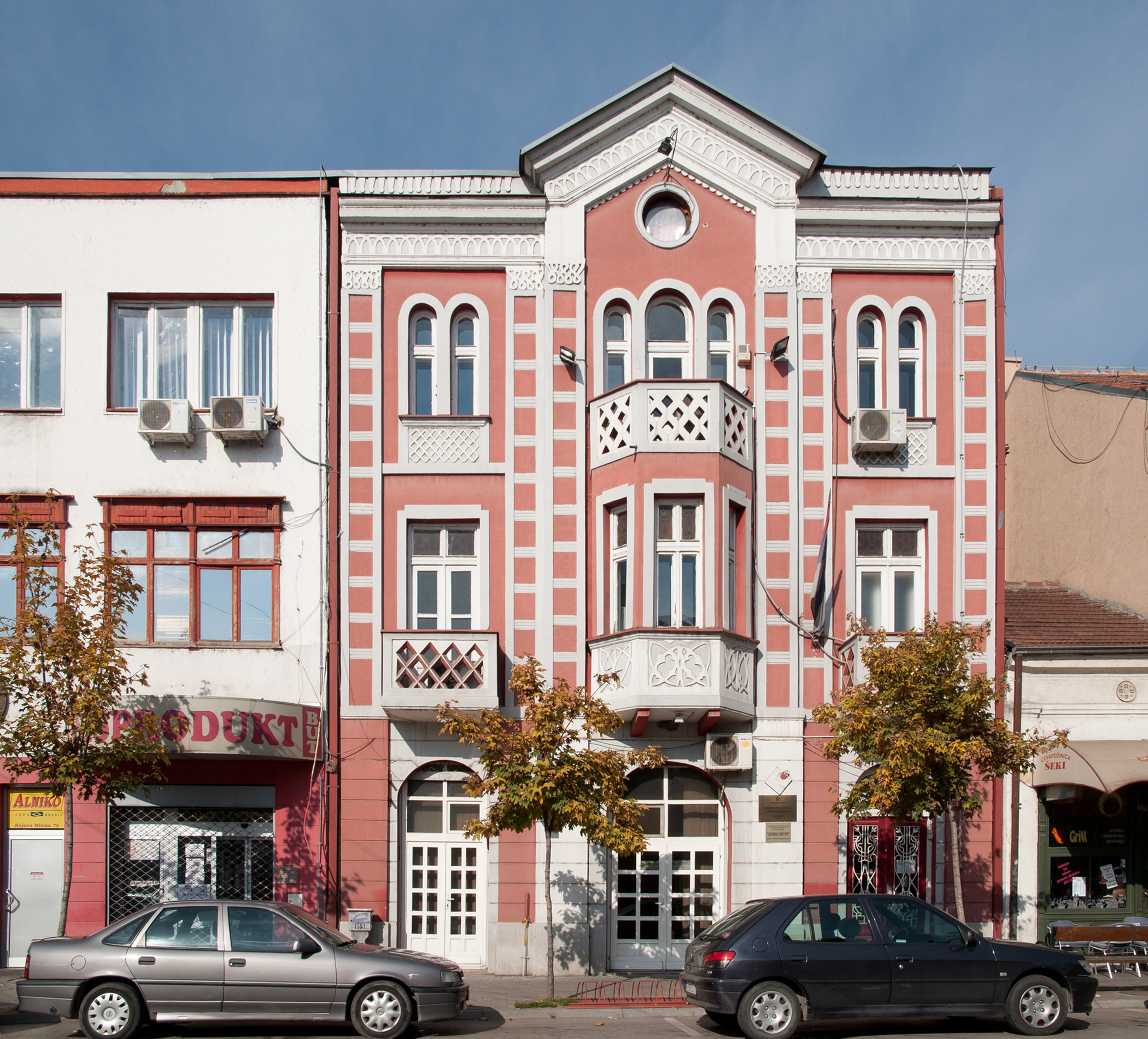
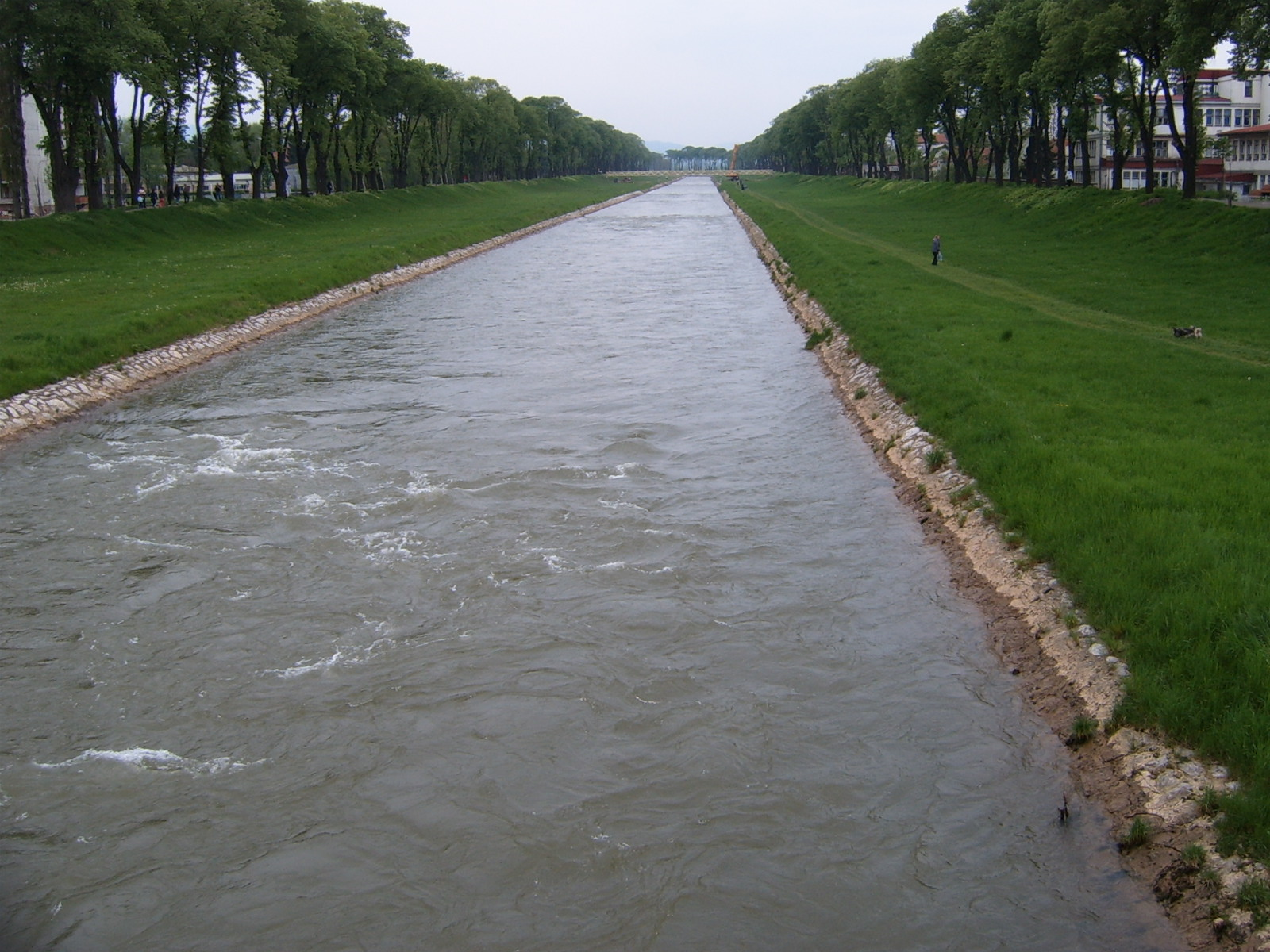
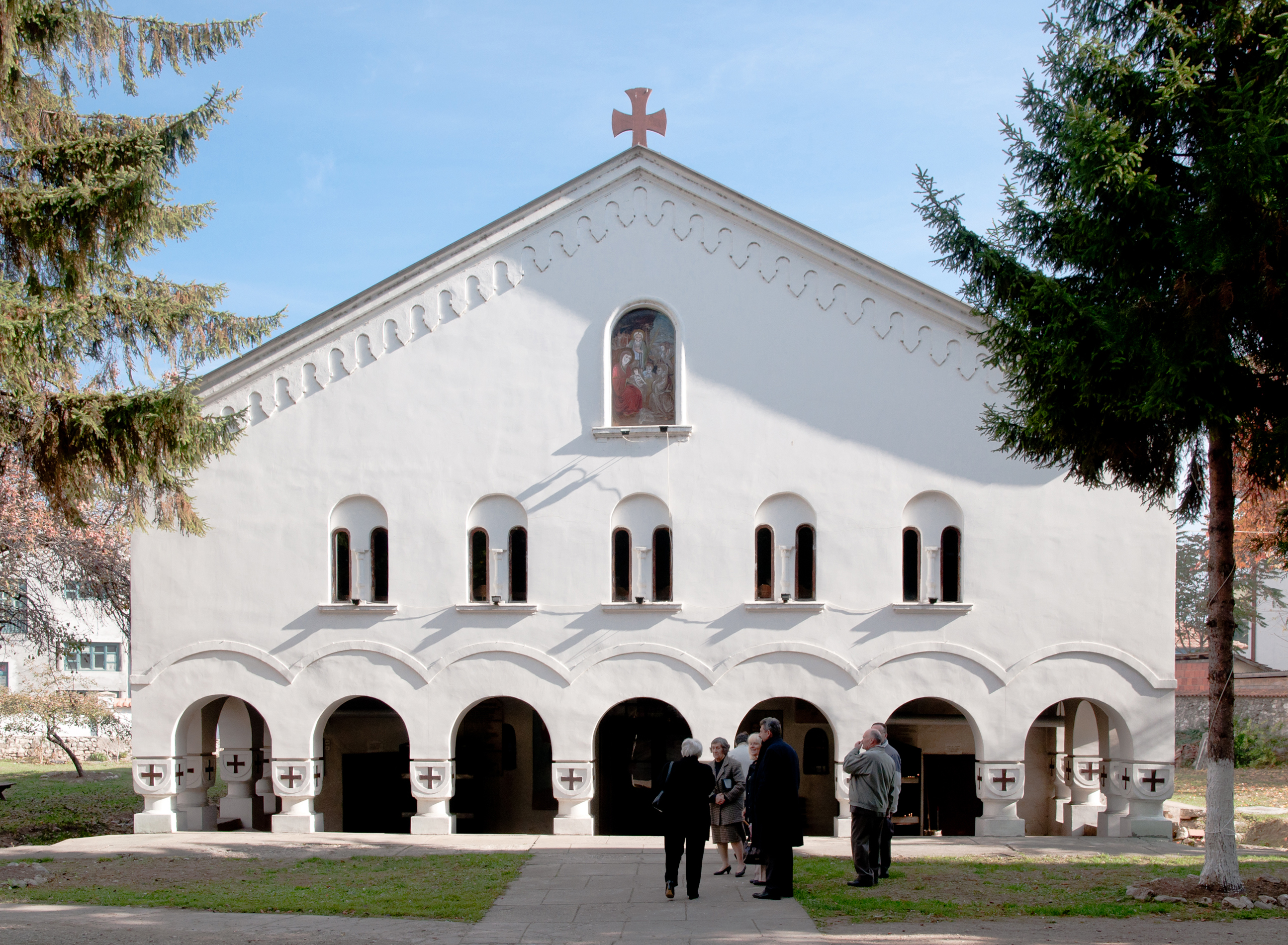
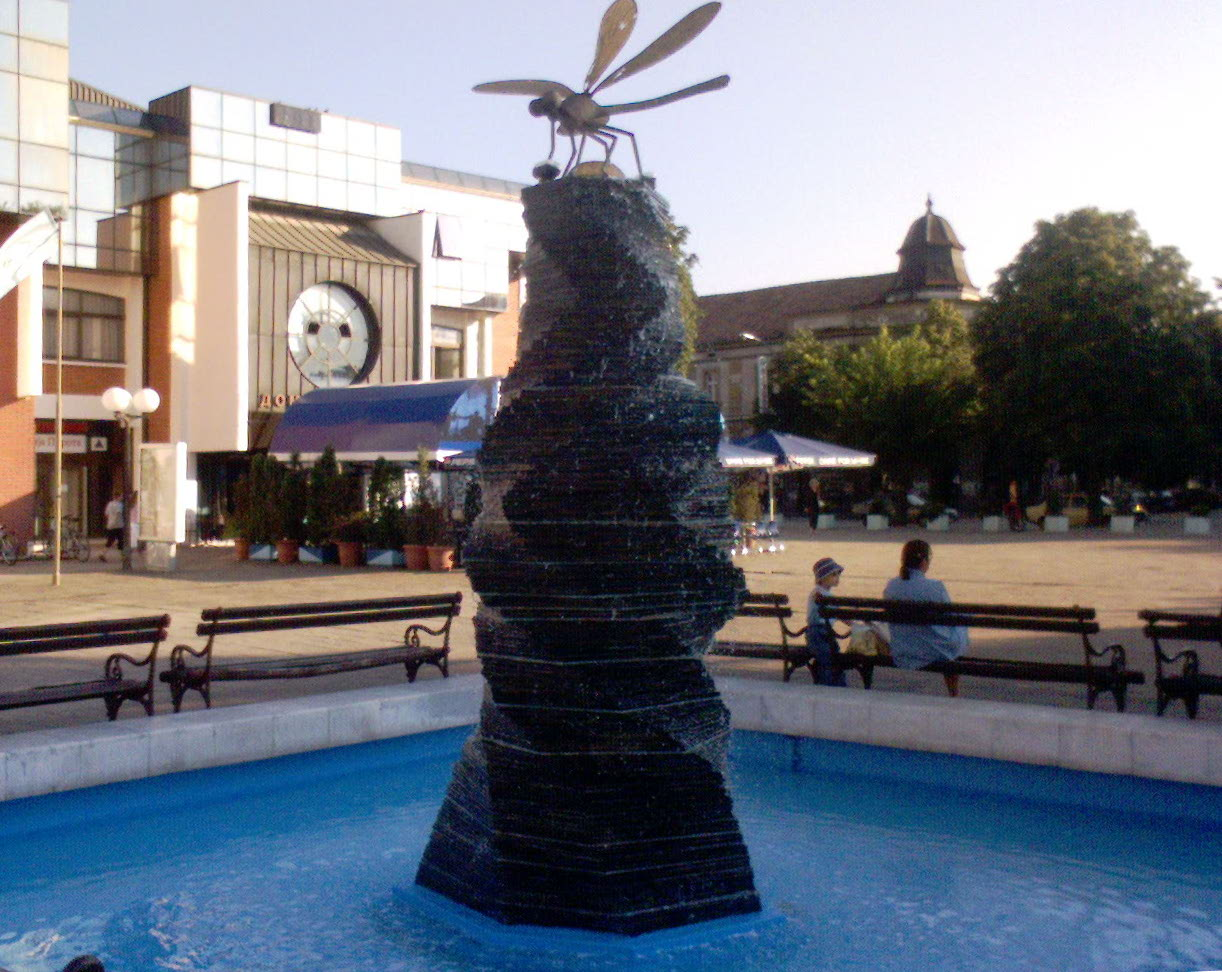

## جستارهای وابسته

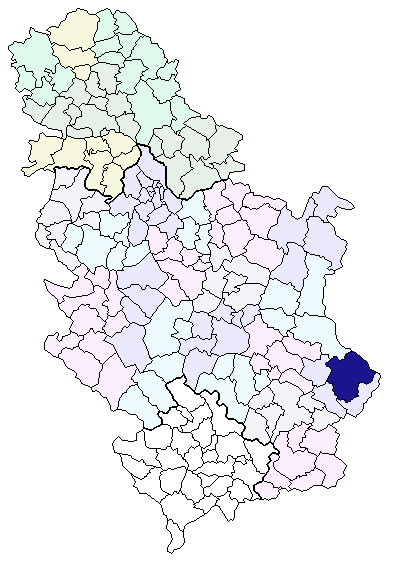